# Hernán Núñez
Hernán Núñez de Toledo y Guzmán, en latin Nonius Pincianus, (Valladolid, 1475 - Salamanque, 1553) est un humaniste espagnol issu de l'illustre famille de Guzmán. Son nom latin de Pincianus dérive de Pintia, le nom latin de Valladolid.
Il fait des études à Grenade. À l'Alhambra il se consacre à l'étude de Saint Jérôme, dont il imite l'ascèse, et qui l'amène vraisemblablement à s'intéresser très tôt aux questions d'exégèse biblique. En qualité d'helléniste il participa à la rédaction de la Complutense, première Bible polyglotte jamais publiée.
Il professe la langue grecque à Alcalá de Henares, puis, après sa fuite due au soutien qu'il apporte à la cause comunera, la rhétorique à Salamanque, où il meurt. Il est remplacé à Alcalá par son disciple Francisco de Vergara.
On a de lui des Notes sur Sénèque, sur Pomponius Mela, sur Pline, et des Commentaires sur Juan de Mena.